# Tukang Besi
Tukang Besi ist eine indonesische Inselgruppe.

## Geographie
Tukang Besi liegt in der Bandasee, südöstlich der Insel Sulawesi. Die Inseln gehören zum Regierungsbezirk (Kabupaten) Wakatobi (Provinz Sulawesi Tenggara).
Die Hauptinseln sind Wangi Wangi (Wanci), Kambode, Kaledupa, Tomia und Binongko.

## Bevölkerung
Etwa 18.000 Einwohner sprechen Binongko, das auch Tukang Besi genannt wird.

## Nationalpark Wakatobi
Vier der Hauptinseln der Gruppe waren die Grundlage für das Akronym Wakatobi (Wangi-wangi, Kaledupa, Tomia und Binongko). Die vier Hauptinseln bilden mit vielen kleineren Inseln wie Tokobao, Nord-Lintea, Süd-Lintea, Kampenaune, Hoga und Tolandono den Nationalpark Wakatobi. Seit 2005 ist der Park als eventuelles UNESCO-Welterbe gelistet.